# Antherhynchium venustum
Antherhynchium venustum är en felstavning av vad som beskrevs som Anterhynchium fulvipenne venustum i familjen Eumenidae. Inga underarter finns listade i Catalogue of Life.